# Zimbabwe na Mistrzostwach Świata w Lekkoatletyce 2019
Zimbabwe na Mistrzostwach Świata w Lekkoatletyce 2019 – reprezentacja Zimbabwe podczas mistrzostw świata w Doha liczyła  czterech zawodników i jedną zawodniczkę.

## Skład reprezentacji

### Mężczyźni
| Zawodnik          | Konkurencja | Eliminacje | Eliminacje | Półfinał | Półfinał | Finał   | Finał   | Źródło |
| Zawodnik          | Konkurencja | Wynik      | Pozycja    | Wynik    | Pozycja  | Wynik   | Pozycja | Źródło |
| ----------------- | ----------- | ---------- | ---------- | -------- | -------- | ------- | ------- | ------ |
| Munyaradzi Jari   | Maraton     | —          | —          | —        | —        | 2:23:34 | 47.     | [ 1 ]  |
| Isaac Mpofu       | Maraton     | —          | —          | —        | —        | 2:29:24 | 52.     | [ 1 ]  |
| Ngonidzashe Ncube | Maraton     | —          | —          | —        | —        | 2:18:42 | 34.     | [ 1 ]  |

| Zawodnik          | Konkurencja | Kwalifikacje | Kwalifikacje | Finał | Finał   | Źródło |
| Zawodnik          | Konkurencja | Wynik        | Pozycja      | Wynik | Pozycja | Źródło |
| ----------------- | ----------- | ------------ | ------------ | ----- | ------- | ------ |
| Chengetayi Mapaya | trójskok    | 16,36        | 25.          | NQ    | NQ      | [ 2 ]  |

### Kobiety
| Zawodniczka     | Konkurencja | Eliminacje | Eliminacje | Półfinał | Półfinał | Finał   | Finał   | Źródło |
| Zawodniczka     | Konkurencja | Wynik      | Pozycja    | Wynik    | Pozycja  | Wynik   | Pozycja | Źródło |
| --------------- | ----------- | ---------- | ---------- | -------- | -------- | ------- | ------- | ------ |
| Rutendo Nyahora | Maraton     | —          | —          | —        | —        | 2:52:33 | 21.     | [ 3 ]  |